# Umbusi (rzeka)
Umbusi (est. Umbusi jõgi) – rzeka w Estonii. Wypływa z okolic wsi Kalana w gminie Põltsamaa. Wpada do rzeki Pedja w okolicy wsi Jüriküla. Ma długość 35,7 km i powierzchnię dorzecza 153,9 km².
Rzeka przepływa przez miejscowości: Jüriküla, Kalana, Kaliküla, Lustivere, Mõisaküla, Mõrtsi, Neanurme, Sulustvere, Umbusi.
W lipcu 2022 roku doszło do zanieczyszczenia rzeki.

## Galeria

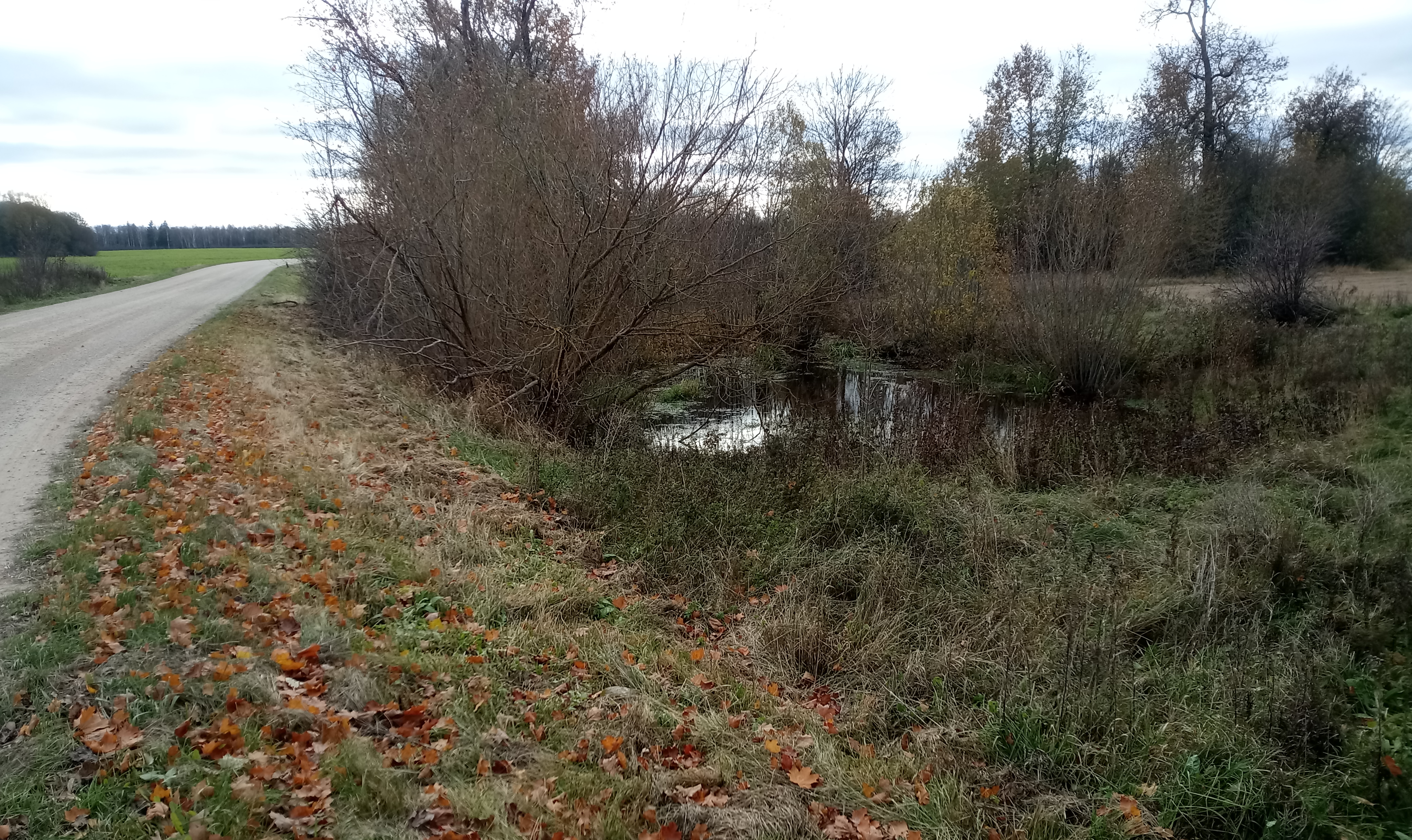
Źródła rzeki w miejscowości Kalana
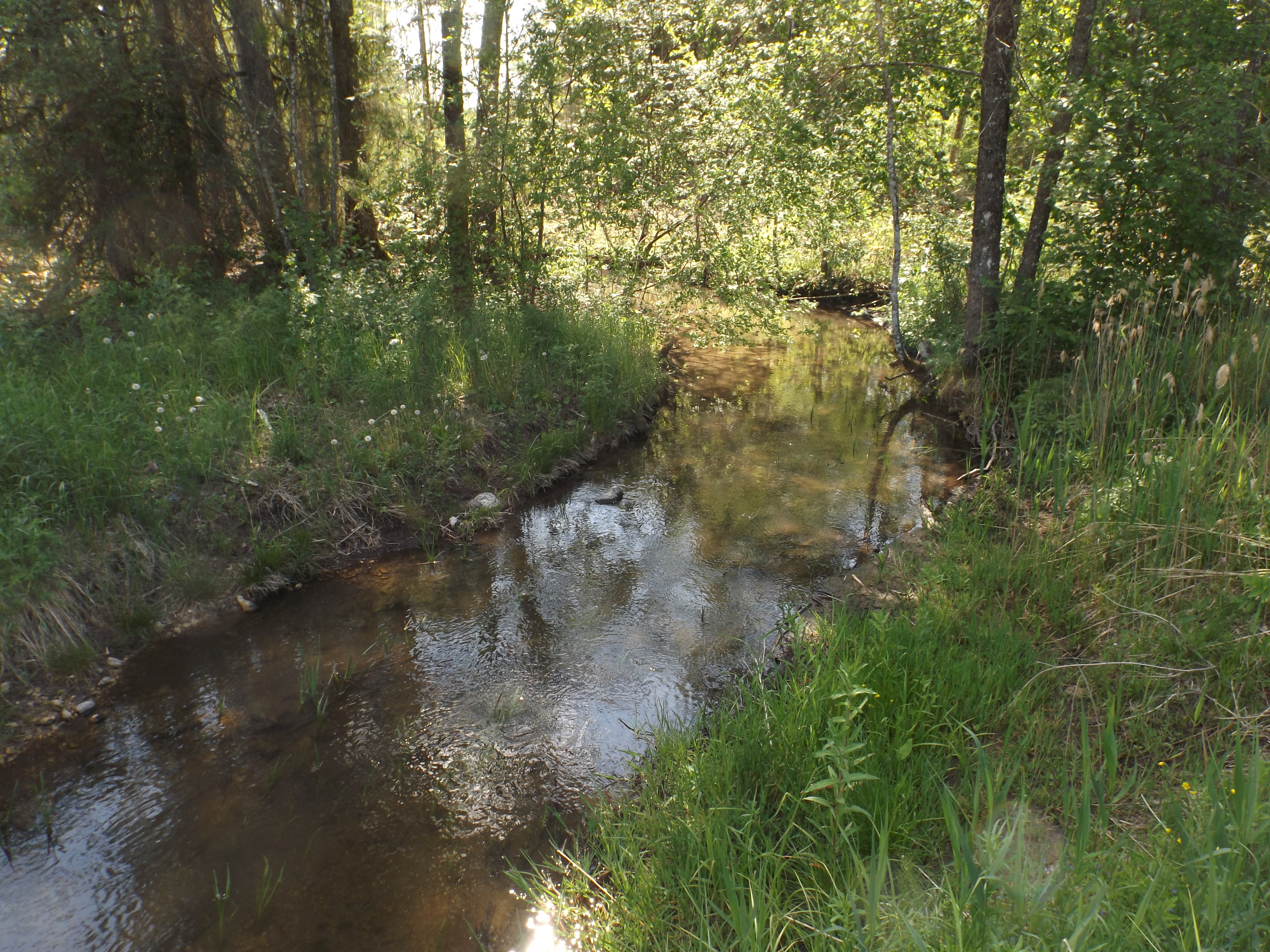
Rzeka w miejscowości Umbusi